# Три сестре (ТВ серија)
Три сестре (тур. Üç Kız Kardeş) турска је телевизијска серија, снимана од 2022. до 2024.
У Србији је емитује Пинк од 15. јула 2024.

## Улоге
| Глумац            | Улога            |
| ----------------- | ---------------- |
| Иџлал Ајдин       | Несрин Календер  |
| Реха Озџан        | Садик Календер   |
| Озгу Каја         | Туркан Календер  |
| Алмила Ада        | Донуш Календер   |
| Мелиса Бербероглу | Дерја Календер   |
| Беркер Гувен      | Сомер Корман     |
| Гокберк Демирџи   | Картал Коксал    |
| Веда Јуртсевер    | Ручхан Корман    |
| Тајфун Ерарсијан  | Озер Корман      |
| Бенијан Донмез    | Незахат Календер |
| Ајча Инџи         | Севилај Јалчин   |
| Хакан Аталај      | Фатих Календер   |

## Епизоде
| Сезона | Сезона | Епизоде | Емитовање у Турској | Емитовање у Турској | Емитовање у Турској | Емитовање у Србији | Емитовање у Србији  | Емитовање у Србији |
| Сезона | Сезона | Епизоде | Премијера           | Финале              | Мрежа               | Премијера          | Финале              | Мрежа              |
| ------ | ------ | ------- | ------------------- | ------------------- | ------------------- | ------------------ | ------------------- | ------------------ |
|        | 1.     | 16      | 22. фебруар 2022.   | 14. јун 2022.       |                     | 15. јул 2024.      | 23. септембар 2024. |                    |
|        | 2.     | 37      | 13. септембар 2022. | 13. јун 2023.       | 24. септембар 2024. | 7. фебруар 2025.   |                     |                    |
|        | 3.     | 31      | 19. септембар 2023. | 4. мај 2024.        | 8. фебруар 2025.    | данас              |                     |                    |